# آل سالم (لودر)

تعديل مصدري - تعديل

آل سالم هي إحدى قرى عزلة زارة بمديرية لودر التابعة لمحافظة أبين، بلغ تعداد سكانها 212 نسمة حسب تعداد اليمن لعام 2004.